# Галле (город, Германия)
Га́лле, иногда Ха́лле (нем. Halle, в.-луж. Hala (Solawa)) — город в Германии, расположенный на реке Зале.
Наряду с Магдебургом является крупнейшим по численности населения городом земли Саксония-Анхальт: по состоянию на 2016 год в нём проживало около 240 тысяч человек.

## История
Галле (встречается и другая транскрипция названия — Халле) впервые упоминается в 806 году.

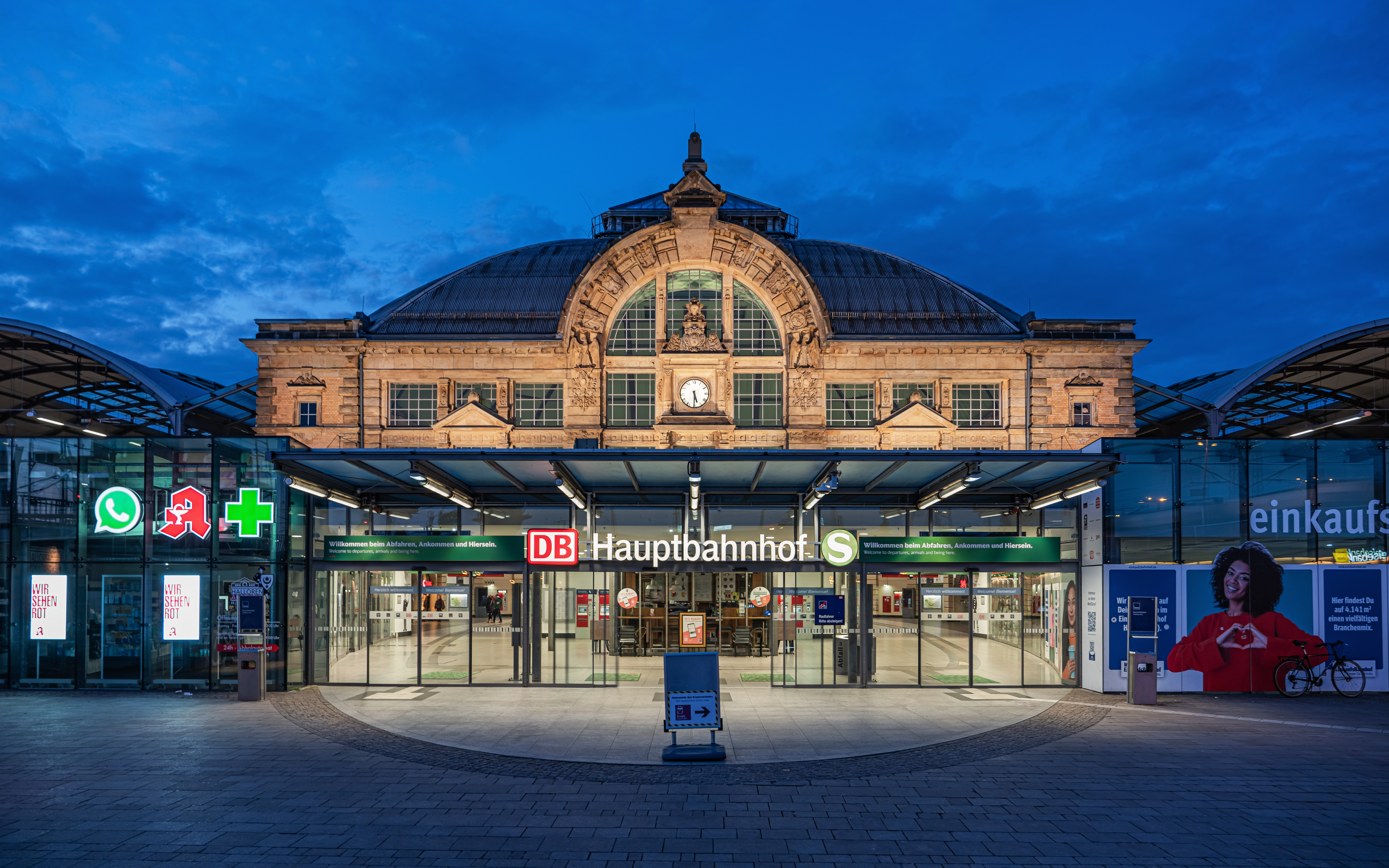
Главный вокзал в Галле

Первые поселения возникли здесь благодаря удачному расположению солевых месторождений. Само слово «галле», как принято считать, кельтского происхождения, и означает «места, богатые солью». Соль определила судьбу города: с одной стороны, ему всегда удавалось оставаться благополучным и богатым благодаря этой жизненно необходимой специи; с другой, развитие солеварной промышленности со временем получило логическое продолжение — здесь в годы ГДР были сосредоточены химические заводы, и это весьма пагубно сказалось на экологии всего региона.
Город ведёт свою историю с IX века, когда франкский правитель Карл Великий основал здесь крепость — одну из цепи защитных сооружений на восточных рубежах Империи франков. Городской статус был пожалован новому поселению в 981 году императором Оттоном II. С середины X века Халле на протяжении почти семи столетий входил в состав Магдебургского архиепископства.
В XIII веке история Галле была ознаменована упорной борьбой с епископами Магдебургскими; в 1478 году Эрнест Саксонский овладел городом и построил в 1464 году цитадель Морицбург, уничтоженную пожаром во время Тридцатилетней войны. Галле за свою историю испытал немало нашествий, особенно в Семилетнюю войну.

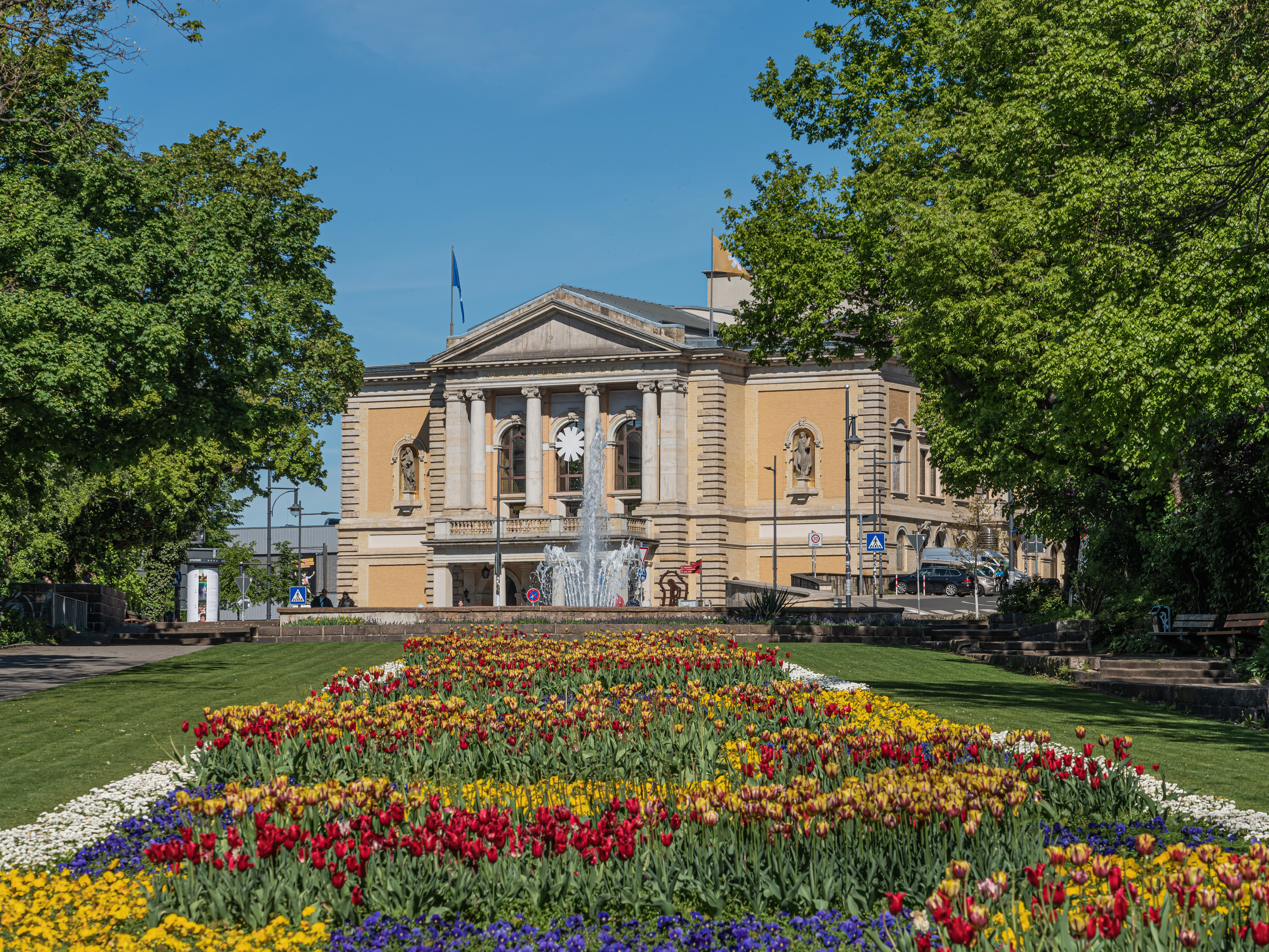
Здание оперы в Галле

В 1648 году город был включён в состав курфюршества Бранденбург, а с преобразованием последнего в Прусское королевство стал прусским городом.
В 1694 году в городе был открыт университет, который в 1817 году был объединён с университетом города Виттенберг; с 1933 года объединённый университет носит название Галле-Виттенбергский университет имени Мартина Лютера.
В 1706 году в Галле была основана Кристофом Землером Реальная школа (Realschule) от которой и появились реальные училища во всём мире.
Во Второй мировой войне Галле почти полностью сохранил свой исторический центр, в то время как в Лейпциге, всего в 40 километрах от Галле, уцелели лишь отдельные постройки, после бомбёжек англо-американской авиацией. В ГДР город являлся столицей округа Галле.
В 1960-х годах к западу от Галле был построен район-спутник Галле-Нойштадт для рабочих крупных химических предприятий, расположенных южнее Галле. Рабочие этих фабрик и заводов до этого жили в окрестных городах и деревнях. В основе планировки района лежали современные социалистические принципы градостроения.
На официальном сайте можно посмотреть панораму города с замка Гибихенштайн (нем. Burg Giebichenstein).
В настоящий момент из города происходит отток населения в близлежащие города, такие как Дрезден, Берлин, Лейпциг. Уровень безработицы в городе высок, по сравнению с более крупными городами.
Недалеко от города находится Гейзельтальский буроугольный бассейн, известный находками ископаемых растений и животных. Южнее города находится крупный нефтеперерабатывающий комбинат.

## Население
| Год              | Население |
| ---------------- | --------- |
| 1300             | 4000      |
| 1500             | 7000      |
| 1600             | 10 000    |
| 1682             | 4000      |
| 1751             | 13 460    |
| 1800             | 15 159    |
| 1820             | 23 408    |
| 3 декабря 1852 ¹ | 35 076    |
| 3 декабря 1855 ¹ | 35 500    |
| 3 декабря 1861 ¹ | 41 500    |
| 3 декабря 1864 ¹ | 45 800    |
| 3 декабря 1867 ¹ | 48 900    |
| 1 декабря 1871 ¹ | 52 600    |
| 1 декабря 1875 ¹ | 60 503    |

| Год              | Население |
| ---------------- | --------- |
| 1 декабря 1880 ¹ | 71 484    |
| 1 декабря 1885 ¹ | 81 982    |
| 1 декабря 1890 ¹ | 101 401   |
| 2 декабря 1895 ¹ | 116 304   |
| 1 декабря 1900 ¹ | 156 609   |
| 1 декабря 1905 ¹ | 169 899   |
| 1 декабря 1910 ¹ | 180 843   |
| 1 декабря 1916 ¹ | 157 913   |
| 5 декабря 1917 ¹ | 155 059   |
| 8 октября 1919 ¹ | 182 326   |
| 16 июня 1925 ¹   | 194 575   |
| 16 июня 1933 ¹   | 209 169   |
| 17 мая 1939 ¹    | 220 092   |
| 1 декабря 1945 ¹ | 212 382   |

| Год               | Население |
| ----------------- | --------- |
| 29 октября 1946 ¹ | 222 505   |
| 31 августа 1950 ¹ | 289 119   |
| 31 декабря 1955   | 289 680   |
| 31 декабря 1960   | 277 855   |
| 31 декабря 1964 ¹ | 273 987   |
| 1 января 1971 ¹   | 257 261   |
| 31 декабря 1975   | 237 349   |
| 31 декабря 1981 ¹ | 232 622   |
| 31 декабря 1985   | 235 169   |
| 31 декабря 1988   | 236 044   |
| 31 декабря 1990 ² | 310 234   |
| 31 декабря 1995   | 282 784   |
| 31 декабря 2000   | 247 736   |
| 30 сентября 2005  | 237 513   |

¹ Результаты переписи населения

² 6 мая 1990: объединение Халле и Халле-Нойштадт

## Достопримечательности
- Замок Морицбург — художественный музей земли Саксония-Анхальт.
- Бывший кафедральный собор постройки XIII века — самое старое церковное здание в Галле.
- Церковь Святой Марии XVI века — символ города.
- Готическая церковь св. Маврикия.
- Неоготическая Церковь Святого Павла
- Комплекс социальных учреждений Августа Германа Франке (нем. Franckesche Stiftungen) — одно из старейших заведений такого рода в мире; на его территории расположен также самый большой фахверковый дом в Европе.
- Статуя Роланда на рыночной площади.
- Замок Гибихенштайн — руинированный средневековый замок над рекой Заале.
- Мост Гибихенштейнбрюкке через Заале на севере города.
- "Музей "Битлз"

## Города-побратимы
- Финляндия: Оулу (с 1968)
- Португалия: Коимбра (с 1974)
- Австрия: Линц (с 1975)
- Франция: Гренобль (с 1976)
- Россия: Уфа (с 1977)
- Германия: Карлсруэ (с 1987), Хильдесхайм (с 1992)